# Río Chambal
El río Chambal (en hindi: चम्बल) es un largo río que discurre por el subcontinente Indio, un afluente del río Yamuna, a su vez afluente del Ganges, que discurre por el centro de la India. Tiene una longitud de 1050 km y drena una amplia cuenca de 135 000 km². El río no es navegable debido a la presencia de importantes presas en su curso. 
Administrativamente, el río discurre por los estados indios de Madhya Pradesh, Rajastán y Uttar Pradesh. La mayor ciudad en su curso es Kotah (Rajastán), con 795 899 habitantes en 2001.

## Geografía

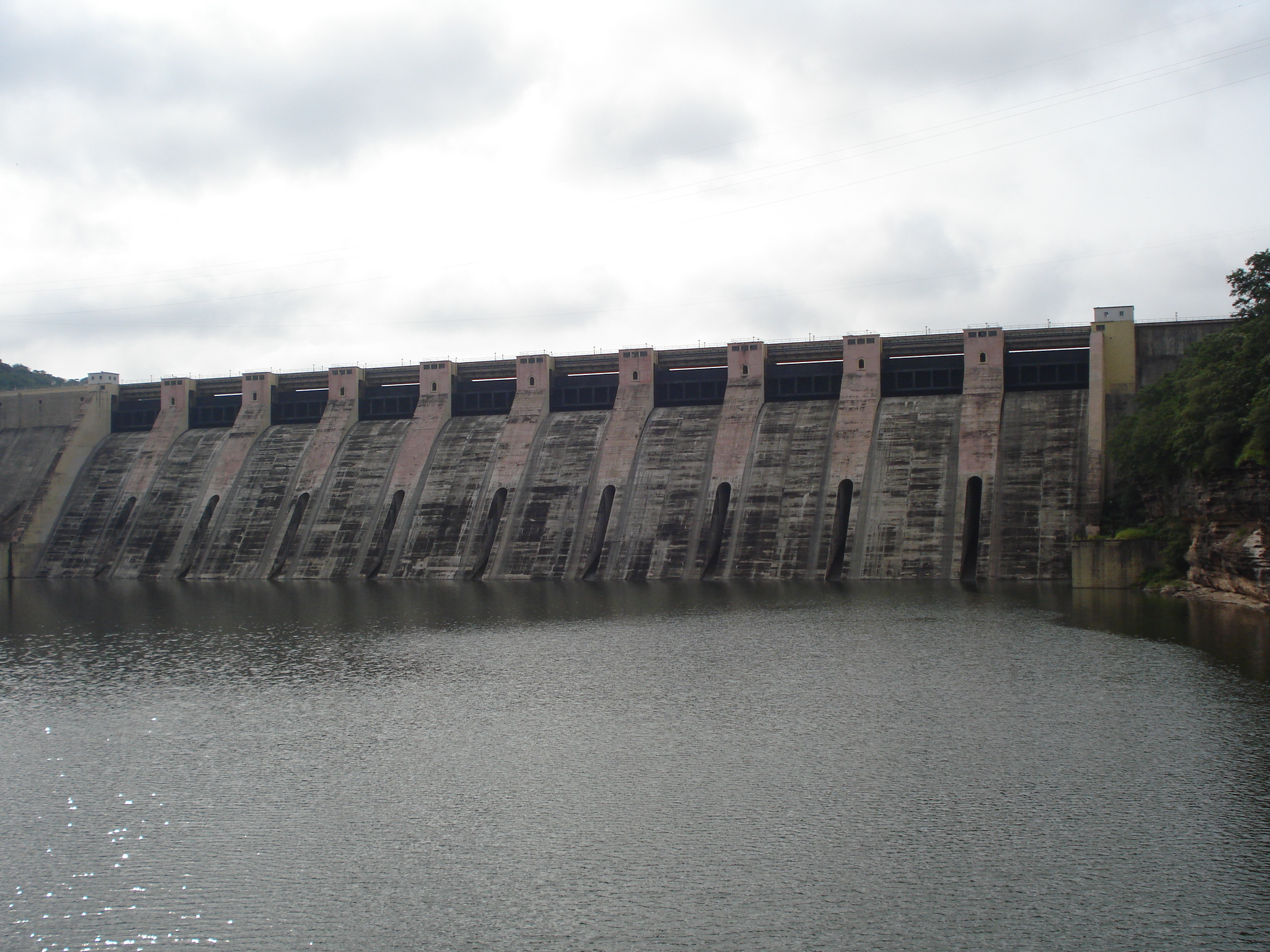
La presa del embalse Gandhi Sagar.

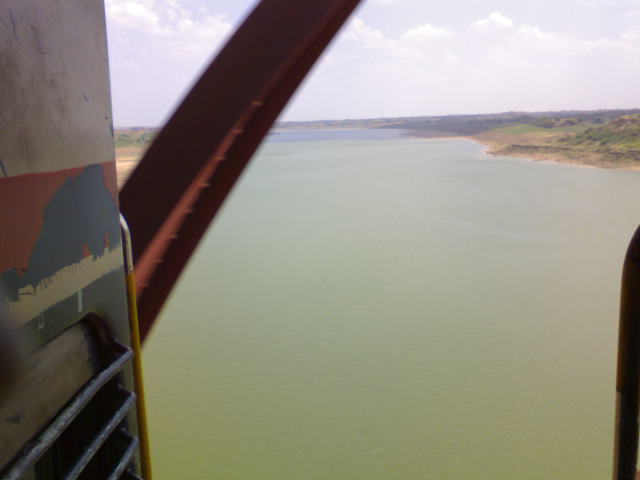
El río Chambal visto desde el tren.

El río Chambal nace en la vertiente sur de la cordillera Vindhya en el estado de Madhya Pradesh, al oeste de Indore, al sur de la ciudad Mhow. Discurre en su primer tramo en dirección norte, pasando cerca de Gautampura, Piploda, Nagda y Barkhera. Durante un corto tramo forma la frontera natural entre los estados de Rajastán, al este, y Madhya Pradesh, al oeste. Sigue hacia el norte, llegando a Rahimgarth al pie de la gran cola del embalse de la presa Gandhi Saga, a cuyas orillas se encuentran las ciudades de Chachauda, Kharauda, Mori, Sujanpura, Chachor, Rampura, Bambhori Kalan, Gharod y Guria. La presa fue construida entre 1954-1970 y tiene una altura de 62,6 m y recibe las aguas de una cuenca de 22 584 km².
Entra después en el estado de Rajastán y llega a un segundo embalse, a unos 50 km del anterior, el de Rana Pratap Sagar, completado en 1970 con una presa de 54 m de altura, en cuya ribera está la ciudad de Rawatbhata. Ambas presas forman parte de un proyecto de generación de energía hidroeléctrica y para el suministro de riego anual de una zona de 5668 km² mediante una red de canales. 
Vira luego el Chambal al noreste, pasando por Kotah, Dhipri y Pali, donde comienza otro largo tramo en que forma frontera natural, está vez entre Rajastán, al oeste, y Madhya Pradesh, al este. En ese punto recibe por la derecha y llegando del sur formando frontera, al río Parnabi (123 km) y después recibe al principal de sus afluentes, que llega desde el oeste, por la izquierda, el largo río Banás (512 km), que nace en la cordillera Aravalli y drena el sureste del Rajastán. Llega después el Chambal a Rarawad y Nadigaon y recibe, está vez por la derecha y llegando del sur, otro de sus afluentes importantes. Continua hacia el noreste pasando cerca de Kaserth, Jhiri y Pinahat, donde vira hacia el sureste. Tras llegar a Aler entra en su último tramo, muy corto, en el estado de Uttar Pradesh y después de Barjan desagua por la margen derecha en el río Yamuna. 

## Santuario de Vida Silvestre Nacional Chambal (Gharial)
El río Chambal sigue siendo uno los ríos del norte de la India menos contaminado, hogar de una rica diversidad de flora y fauna. Santuario de Vida Silvestre Nacional Chambal (Gharial) es famoso por los pocos ejemplares de delfín del Ganges. El santuario fue creado en 1978 y es parte de una gran zona de 5400 km² coadministrada por los estados de Rajastán, Madhya Pradesh y Uttar Pradesh. Unos 400 km del río están dentro de la reserva. Aparte de los delfines del río Ganges, otras especies del santuario son el magar (cocodrilo) y el gavial (Gavialis gangeticus). Aves migratorias procedentes de Siberia forman parte de su rica avifauna. 
En noviembre de 2007, funcionarios y guardaparques del Departamento Forestal de Uttar Pradesh liberaron 40 caimanes en el río para aumentar el número de caimanes de especies amenazadas.

## Dacoits
El barranco Chambal o 'beehad' (en hindi, बीहड़) albergó dacoits (bandidos) durante siglos. Uno de los famosos dacoits fue Phoolan Devi (1963-2001), que aterrorizó a todo el valle del Chambal. 